# Estación la Puente
Estación la Puente är en ort i Mexiko.   Den ligger i kommunen Ozuluama de Mascareñas och delstaten Veracruz, i den sydöstra delen av landet, 290 km norr om huvudstaden Mexico City. Estación la Puente ligger 45 meter över havet och antalet invånare är 288.
Terrängen runt Estación la Puente är platt. Runt Estación la Puente är det glesbefolkat, med 11 invånare per kvadratkilometer. Närmaste större samhälle är Paso Real, 9,6 km väster om Estación la Puente. Trakten runt Estación la Puente består till största delen av jordbruksmark.